# Charlotte (Tennessee)
Charlotte is een plaats (town) in de Amerikaanse staat Tennessee, en valt bestuurlijk gezien onder Dickson County.

## Demografie
Bij de volkstelling in 2000 werd het aantal inwoners vastgesteld op 1153.
In 2006 is het aantal inwoners door het United States Census Bureau geschat op 1162, een stijging van 9 (0,8%).

## Geografie
Volgens het United States Census Bureau beslaat de plaats een oppervlakte van
4,5 km², geheel bestaande uit land. Charlotte ligt op ongeveer 179 m boven zeeniveau.

## Plaatsen in de nabije omgeving
De onderstaande figuur toont nabijgelegen plaatsen in een straal van 20 km rond Charlotte.